# Einar Hagman
Einar Hagman, född 22 november 1887 i Vörå, död 1 augusti 1963 i Vasa, var en finländsk journalist. Han var far till Kaj Hagman.
Hagman, som blev filosofie kandidat 1911, var medarbetare i Vasabladet 1906–1955. Han legendarisk som kåsör under signaturen Neger och upprätthöll under nära fem årtionden genom sina krönikor en intim kontakt med sin svenskösterbottniska läsekrets. Ett urval av hans kåserier från tiden mellan de båda världskrigen utgavs av sonen Kaj under titeln Ur dagboken (1981).